# Максимов, Владимир Павлович
Максимов Владимир Павлович (4 октября 1934 год, Давлеканово — 12 ноября 1982 год, Москва) — горный инженер-геолог. Доктор технических наук (1974), профессор (1980 г).

## Биография
Владимир Павлович родился в 1934 году в городе Давлеканово. После окончания средней школы № 1 в 1934 году поступает в Уфимский нефтяной институт. Закончив его в 1956 году с отличием, Максимов направляется в Шкапово Белебеевского района.

### Трудовая деятельность
Трудовую биографию он начинает в объединении «Аксаковнефть».
- Старший оператор по добыче нефти НПУ «Аксаковнефть» (1956-1957г).
- Первый секретарь Белебеевского ГК ВЛКСМ (1957—1958 г).
- Мастер по добыче, начальник цеха подготовки и перекачки нефти НПУ «Аксаковонефть» объединения «Башнефть» (1956—1960 г).
- Старший преподаватель Уфимского нефтяного института (1960—1964 г).
- Начальник отдела добычи нефти «Гидротюменьнефтегаза» (1964—1969 г).
- Заведующий отделом нефтяной, газовой промышленности и геологии Тюменского обкома КПСС (1963—1974 г).
- Заместитель директора ВНИИ нефти (1976—1980 г.).

## Награды
- Лауреат Ленинской премии — за разработку и внедрение технико-технологических решений, обеспечивших ускоренное развитие добычи нефти в Тюменской области (1970 г).
- Лауреат премии имени академика И. М. Губкина (1961).
- Награжден орденом «Знак Почёта» (1971).
- Награжден медалью «За доблестный труд»(1971 г.)
- Отмечен знаком «Отличник нефтедобывающей промышленности СССР» (1967).
- Лауреат премии Совета Министров (1980 г.)